# 嘉義市私立東吳高級工業家事職業學校
嘉義市私立東吳高級工業家事職業學校（英文：Private Dong Wu Senior Industrial Home Economics Vocational High School），簡稱東吳工家、東吳高職，是一所位於台灣嘉義市的高級中等學校。

## 校史
- 1978年創辦「東吳高級中學」
- 1979年改制「東吳高級工業職業學校」
- 1986年改名「東吳高級工業家事職業學校」

## 目前設科

### 職業類科正規班
- 資訊科
- 餐飲管理科
- 觀光（旅遊）事業科
- 幼兒保育科
- 時尚造型科
- 表演藝術科
- 資料處理科
- 汽車科

### 建教合作班
- 資訊科（輪調式）
- 時尚造型科－美髮組（輪調式）
- 時尚造型科－美容組（輪調式）
- 餐飲管理科（輪調式）

### 實用技能班
- 汽車修護科
- 多媒體技術科
- 旅遊事務科
- 商用資訊科
- 餐飲技術科
- 美髮技術科
- 美顏技術科

### 進修部
- 餐飲管理科

## 附設機構
- 即測即評及發證中心(勞動部勞動力發展署授權辦理檢定)
- 國中技藝教育中心(代訓國中技藝班之職業教育)

## 外部連結
- 東吳高職資訊網 （页面存档备份，存于）
- 日月星幼兒學校 （页面存档备份，存于）